# Trevor Sinclair
Trevor Lloyd Sinclair (* 2. März 1973 in Dulwich, London) ist ein ehemaliger englischer Fußballspieler. Als offensiver Flügelspieler, der gleichsam auf der linken wie rechten Seite eingesetzt werden konnte, war er nach Lehrjahren beim FC Blackpool langjährig für die in London beheimateten Klubs Queens Park Rangers und West Ham United aktiv. Darüber hinaus absolvierte er zwischen 2001 und 2003 insgesamt zwölf A-Länderspiele für die englische Fußballnationalmannschaft und nahm an der WM 2002 in Japan und Südkorea teil.

## Profikarriere

### Im Verein

#### FC Blackpool (1989–1993)
Sinclair startete seine Profilaufbahn als Außenstürmer beim FC Blackpool und debütierte am 19. August 1989 im Alter von gerade einmal 16 Jahren und fünf Monaten als zu diesem Zeitpunkt jüngster Spieler in der Geschichte der „Tangerines“ in einem Ligaspiel. Bei dem damals viertklassigen Klub kam er in seiner ersten Saison 1989/90 in insgesamt neun Meisterschaftspartien zum Einsatz und bereits im anschließenden Jahr war er mit 31 Begegnungen fester Bestandteil der Mannschaft. Größter Erfolg war im Mai 1992 der Aufstieg in die dritthöchste Spielklasse, die nach der Einführung der Premier League fortan „Second Division“ genannt wurde. Dabei hatte der FC Blackpool im Play-off-Finale Scunthorpe United nach Elfmeterschießen bezwungen, wobei Sinclair erst im Verlauf des Spiels für Phil Horner eingewechselt worden war. Seine Leistungen in der Saison 1992/93 ließen schließlich höherklassigere Vereine aufhorchen. Mit elf Ligatoren fügte er seinen Qualitäten als schneller (zumeist rechter) Flügelspieler eine neue Facette als Torjäger hinzu und so wechselte er nach sichergestelltem Klassenerhalt im August 1993 für 750.000 Pfund zum Erstligisten Queens Park Rangers.

#### Queens Park Rangers (1993–1998)
In seinen beiden ersten Spielzeit auf der „höchsten nationalen Bühne“ entwickelte sich Sinclair als Ersatz für Andy Sinton unter Trainer Gerry Francis auf Anhieb mit 65 Ligaeinsätzen zum Stammspieler von „QPR“ und 62 Mal stand er in der Anfangsformation. Aufgrund seiner Schnelligkeit und der technischen Fertigkeiten war er dabei gleichsam auf den äußeren Flügelpositionen im Mittelfeld und als etwas zurückhängender Stürmer ein wertvoller Spieler, der in voller Geschwindigkeit schwer vom Ball zu trennen war. Seltene Unterbrechungen von wenigen Spielen waren lediglich kleineren Verletzungen und eine Mandelentzündung im März 1995 geschuldet und unmittelbar danach sorgte er unter anderem mit einem spektakulären Siegtreffer gegen Coventry City dafür, dass er sich über die U-21-Auswahl in den erweiterten Kreis der von Terry Venables betreuten A-Nationalmannschaft spielte. Im Abstiegskampf der Saison 1995/96 war Sinclair ein großer Hoffnungsträger und zu Beginn sorgten seine vier Pflichtspieltreffer dafür, dass sein Verein keine der Begegnungen verlor. Es sollten im späteren Verlauf aber keine weiteren Tore mehr folgen und trotz seiner zahlreichen „Assists“ verpasste er mit seiner Mannschaft als Tabellenvorletzter den Klassenerhalt.
Trotz weit reichender Spekulationen über einen möglichen Vereinswechsel blieb Sinclair QPR auch in der zweiten Liga treu und neben beständig guten Leistungen sorgte er mit einem akrobatischen Fallrückzieher aus 16 Metern im FA Cup gegen den FC Barnsley für einen der wenigen Glanzpunkte in der Spielzeit 1996/97. Nach einer Verletzung im März 1997, die er sich gegen den FC Portsmouth zugezogen hatte, war die Saison jedoch für ihn vorzeitig beendet. Der direkte Wiederaufstieg war zudem nicht gelungen und als sich die Queens Park Rangers in der anschließenden Saison 1997/98 sogar im Abstiegskampf befanden, wechselte Sinclair im Januar 1998 für eine Ablösesumme von 2,3 Millionen Pfund zu West Ham United und damit zurück in die oberste Spielklasse.

#### West Ham United (1998–2003)
Gleich bei seinem Debüt gegen den FC Everton schoss Sinclair zwei Tore und auf der rechten Mittelfeldseite oder im Angriffszentrum – Letzteres bei verletzungsbedingten Ausfällen der Stürmer John Hartson und Paul Kitson – war er im Team von Harry Redknapp auf Anhieb eine Verstärkung. Am Ende hatte er in den 14 verbliebenen Premier-League-Partien der Saison sieben Tore geschossen. Weitere Anzeichen seiner Flexibilität zeigte er in der Spielzeit 1998/99, in der Redknapp ihn häufig als offensiven Außenverteidiger in der sogenannten Wingback-Position spielen ließ und er somit vermehrt Defensivaufgaben zu meistern hatte. Dadurch war er zwar weniger in der gegnerischen Hälfte anzutreffen, aber die taktischen Vorgaben funktionierten und nach einem „Doppelpack“ am letzten Spieltag gegen den FC Middlesbrough (4:0) erreichte er mit den „Hammers“ überraschend den fünften Platz in der Premier League. Nach anschließendem Gewinn des UI-Cups qualifizierte sich sein Verein auch für den UEFA-Pokal, wo er nach einem Anfangserfolg gegen den kroatischen Verein NK Osijek jedoch bereits in der zweiten Runde an Steaua Bukarest scheiterte. Als Stammspieler bestätigte er in seinem zweiten vollständigen Jahr im Londoner East End seinen zunehmenden Stellenwert und neben seiner neuen Stammposition auf der rechten Abwehrseite half er nach den Verletzungen von Paulo Wanchope und Paolo Di Canio erneut erfolgreich in der Sturmmitte aus. Dies brachte ihm im Jahr 2000 auch die vereinsinterne Auszeichnung zum besten Spieler („Hammer of the Year“) ein.
Erste Rückschläge musste Sinclair mit West Ham United in der Saison 2000/01 hinnehmen. Bereits zu Saisonbeginn hatte er mit Leistenproblemen zu kämpfen und nach einer Rückkehr mit Auswärtssiegen gegen Leeds United und den FC Southampton sowie einem „Tor des Monats“ im Dezember gegen Charlton Athletic folgte Mitte Januar 2001 ein Knorpelschaden im Knie. Dadurch fiel er bis zum Saisonende aus und auch sein Verein schloss die Spielzeit etwas enttäuschend nur auf Rang 15 ab. Mittlerweile wieder zumeist im rechten Mittelfeld als Flügelspieler – gelegentlich auch links – eingesetzt, fand Sinclair unter dem neuen Trainer Glenn Roeder wieder zu alter Konstanz zurück und am Ende einer Saison 2001/02, die mit Platz 7 dem Verein sportlich wieder ein deutlich verbessertes Gesamtergebnis einbrachte, nahm er sogar an der WM 2002 in Japan und Südkorea teil.
Nach seiner Rückkehr aus Fernost kämpfte Sinclair jedoch um seine Form und im neuen Jahr 2003 fand er sich zeitweise nur auf der Ersatzbank wieder. Bei seinem Comeback gegen West Bromwich Albion schoss er dann zwei Tore, aber obwohl er sukzessive sein Selbstvertrauen wieder fand und weitere wichtige Treffer gegen Aston Villa und den FC Middlesbrough schoss, bedeutete der drittletzte Platz für West Ham United den Gang in die zweite Liga. Daraufhin wechselte Sinclair für 2,5 Millionen Pfund zu Manchester City, das erst ein Jahr zuvor unter Trainer Kevin Keegan wieder in die Premier League zurückgekehrt war.

#### Manchester City (2003–2007)
Obwohl er für seinen neuen Verein von Beginn an einen Großteil der Spiele absolvierte, waren Sinclairs Leistungen durchwachsen; das einzige Ligator gelang ihm nach seiner Einwechslung im Derby gegen Manchester United. Verletzungsprobleme traten vermehrt in seiner zweiten Saison 2004/05 auf, in der er nur zu einer Handvoll Einsätze kam. Nach seinem letzten Auftritt im Carling Cup gegen den FC Arsenal musste er sich schließlich einer korrigierenden Knieoperation unterziehen und für die verbleibenden Partien pausieren. Rechtzeitig zur neuen Saison 2005/06 kehrte Sinclair in die Mannschaft zurück, hatte dann mit einer weiteren Knieverletzung aus dem Spiel gegen die Bolton Wanderers und einer anschließend zweimonatigen Auszeit erneutes Pech, bevor er sich wieder mit guten Leistungen auf beiden Mittelfeldseiten empfehlen konnte. Obwohl ihm im September 2006 die Ehre des ersten Tors im neuen City of Manchester Stadium gegen TNS aus Wales zuteilwurde, stand auch das vierte und letzte Jahr in Manchester unter keinem guten Stern. Wieder war er in nur 14 Ligapartien in der Startelf und danach wechselte er zur Saison 2007/08 zu Cardiff City.

#### Cardiff City (2007–2008)
Vor Robbie Fowler und Jimmy Floyd Hasselbaink war Sinclair der erste von drei „großen Namen“, die den Weg zum walisischen Klub in die zweithöchste englische Spielklasse fanden. Kurz nach einem verheißungsvollen Start, als Sinclair regelmäßig in der Anfangsformation stand und am 24. September 2007 gegen West Bromwich Albion seinen ersten Treffer erzielte, musste er sich aber zwei Operationen am Knie unterziehen, nachdem sich dort Flüssigkeit gebildet hatte. Die Verletzung sorgte dafür, dass er bis Mitte Februar 2008 pausieren musste und sich anschließend auf der Ersatzbank wiederfand. Am 17. Mai 2008 wechselte ihn Trainer Dave Jones im Pokalfinale in der 86. Minute gegen den FC Portsmouth beim Stand von 0:1 ein – ohne Erfolg, da es bei dieser Niederlage blieb. Nur wenige Tage später eröffnete ihm die Vereinsführung der „Bluebirds“, dass der Vertrag nicht verlängert werde.

### Englische Nationalmannschaft
Nach insgesamt vierzehn Einsätzen in der U21-Nationalmannschaft und einem weiteren Spiel in der B-Mannschaft gab Sinclair am 10. November 2001 in der Partie gegen Schweden seinen Einstand für die englische A-Nationalmannschaft.
Nachdem sich Kieron Dyer am letzten Spieltag verletzt hatte und Unklarheit über seine Fitness für die anstehende WM 2002 in Japan und Südkorea bestanden hatte, wurde Sinclair auf Abruf bestellt und eine weitere Verletzung von Danny Murphy sorgte für seine Nominierung in letzter Minute. Nachdem sich dann Owen Hargreaves nach nur wenigen Minuten des zweiten Vorrundenspiels gegen Argentinien verletzte und Sinclair seine Position einnahm, etablierte er sich für den weiteren Verlauf des Wettbewerbs in der Mannschaft und kam auf vier Einsätze. Seinen letzten Einsatz für das englische Team absolvierte Sinclair im August 2003 gegen Kroatien.

## Titel/Auszeichnungen
- UI-Cup (1): 1999
- PFA Team of the Year (1): 1997 (Kategorie: 2. Liga)